# Ša
 Ovo je glavno značenje pojma Ša. Za druga značenja pogledajte Ša (razdvojba).
Ša (stsl. ša) je naziv za slovo glagoljice i stare ćirilice. 
Koristilo se za zapis glasa /š/, te u glagoljici kao broj 2000. Glagoljičko i ćiriličko slovo su jednakog oblika.
Standard Unicode i HTML ovako predstavljaju slovo ša u glagoljici:
|                 | Unikod | Unikod                        | HTML     | HTML | izgled ovisi o pregledniku | poveznice (engl.)                |
| k. točka        | naziv  | kod                           | entitet  |      | izgled ovisi o pregledniku | poveznice (engl.)                |
| --------------- | ------ | ----------------------------- | -------- | ---- | -------------------------- | -------------------------------- |
| veliko slovo ša | U+2C1E | GLAGOLITIC CAPITAL LETTER SHA | &#x2C1E; | nema | Ⱎ                          | detaljni podaci test preglednika |
| malo slovo ša   | U+2C4E | GLAGOLITIC SMALL LETTER SHA   | &#x2C4E; | nema | ⱎ                          | detaljni podaci test preglednika |

## Vanjske poveznice
- Definicija glagoljice u standardu Unicode (PDF) (eng.)
- Stranica R. M. Cleminsona, s koje se može instalirati font Dilyana koji sadrži glagoljicu po standardu Unicode  Arhivirana inačica izvorne stranice od 29. listopada 2005. (Wayback Machine) (eng.)